# Ирхан
Ирхан или Ирхан илтабар (тат. и чув. Ирхан; тат. лат. Irxan; VII век — 765) — второй правитель Волжской Булгарии, сын Котрага, внук основателя Великой Болгарии хана Кубрата. В период правления Ирхана развивалась государственность Волжской Булгарии.
Венгерский историк Гез Фехер оставил заметку о правлении Ирхана в своей книге.
После смерти Ирхана в 765 году на булгарский престол взошел его сын — Тукый (Тукки).